# 경성제국대학
경성제국대학 혹은 게이조 제국대학(일본어: 京城帝國大學 게이조테이코쿠다이가쿠[*], 영어: Keijō Imperial University)은 경성부에 있었던 대학으로 학사 학위를 수여할 수 있는 한반도 최초의 대학기관이다. 일제강점기 때 민간인들의 민립대학설립운동을 막으려고 1924년에 일본 제국의 6번째 제국대학으로 설립되었다. 일본 제국의 패망과 함께 한국이 광복된 후 경성대학으로 전환되었다가, 미 군정에 의해 폐교되었다. 이후 서울대학교 설립과정에서 경성제국대학의 시설들을 활용하였다. 약칭은 조다이(일본어: 城大), 경성제대.
학부(學部)는 법문학부, 의학부, 이공학부로 구성되었다. 법문학부는 경기도 경성부 종로구 동숭정(현 종로구 동숭동 마로니에공원 자리)에, 의학부는 그 맞은편인 연건정(현 종로구 연건동 서울대학교병원 자리)에 있었으며, 이공학부는 경기도 양주군 노해면 공덕리(현 노원구 공릉동 서울과학기술대학교 자리)에 있었다. 현재 이공학부 본관과 교사는 다산관과 창학관이라는 이름으로 관리되고 있다. 한편 합격생들은 학부에 진학하기 위해서 대학예과(大學豫科)에서 2년(1934년 이후부터는 3년)간 공부해야 했다. 예과 교사는 현재 동대문구 청량리역 인근에 있었고, 청량리 미주 상가 뒤 편에 본관 건물이 남아있었으나 2015년 4월 철거되었다. 철거당시 예과 건물 잔해의 일부분은 개인이 보관하였는데, 2021년 서울대학교 박물관에 기증되었다.

## 설립
일제 강점기 초기 조선에서는 대학교육의 기회가 전무했지만, 대학교육에 대한 수요는 높은 상황이었다. 1910년대 말부터 민족주의진영에서는 대학설립을 통한 민족운동의 수준을 높이기로 하고, 조선총독부와 일본내각에 조선교육령의 개정과 대학설립인가를 요청하였다. 이러한 요청에 대해 일본내각에서는 1918년에 제정된 대학령에 의해 조선에도 대학을 설립할 수 있을 것이라고 답변했고, 조선총독부에서도 ‘임시교육조사위원회’를 구성하여 대학설립에 대해 민족주의진영과 협의하겠다고 발표했다. 하지만 일본내각과 조선총독부는 대학 설립을 위한 실질적인 움직임은 전혀없었다.
일제가 대학설립에 대해 미온적인 태도를 보이자 3ㆍ1운동을 전후하여 대한제국 말기에 있었던 국채보상운동의 적립금을 활용하여 민립대학을 설립하려는 운동이 시작되었다. 1922년 개정교육령이 제정되어 대학의 설립과 운영에 대한 조항이 신설되었고, 이에 따라 민립대학설립운동이 본격적으로 시작되었다. 이 운동이 전국적인 모금책을 두고 조직적으로 이루어지게 되자 이에 당황한 조선총독부와 일본 내각은 서둘러 ‘임시교육조사위원회’를 구성하고, 민립대학설립운동의 확산을 저지하기 위해 1923년 조선에 관립대학을 설립할 것이라는 발표를 했다. 그해 11월 조선총독부 정무총감을 중심으로 한 조선제국대학 창립위원회를 발족하였다.
1924년 1월에 예과교사가 완공되었으며, 같은달 11일에는 신입생 모집요강을 발표했다. 조선제국대학은 1924년 4월 1일 개교할 예정이었으나, 대학과 관련된 법제 문제와 명칭 문제로 인해 2달가량 연기되었다. 일본의 법제국에서 조선제국대학이 제국대학령에 의해 내각 관할의 대학인지, 조선교육령에 의해 조선총독부 관할의 대학인지에 대한 이견이 있었으며, 이것이 조선총독부와 일본 내각과의 갈등으로 발전하게 되었다. 이 둘의 마찰은 4월 중순까지 계속되다 4월 말 제국대학령에 의해 조선제국대학을 설립하되, 조선총독부가 관할하는 것으로 조정되었다.
대학 설립의 법적 문제가 해결되는 사이, 일각에서 명칭에 대한 문제가 제기되었다. 조선제국대학이라는 명칭이 ‘제국대학’이 아니라 ‘조선제국’ 대학 곧 ‘조선제국의 대학’으로 보일 수 있다는 지적이었다. 결국 4월 말 조정안이 확정될 때 조선제국대학이라는 원래의 명칭이 경성제국대학이라는 명칭으로 바뀌게 된다. 이와 같은 개교과정에서의 복잡한 문제 때문에 첫 수업은 5월 12일에 이루어지게 되었으며, 경성제국대학의 개교식은 한달 뒤인 6월 12일에 열리게 되었다. 경성제국대학의 예과교사, 본부, 법문학부 교사, 의학부 교사를 완공하는데 500만원의 예산이 소요되었다.

## 운영

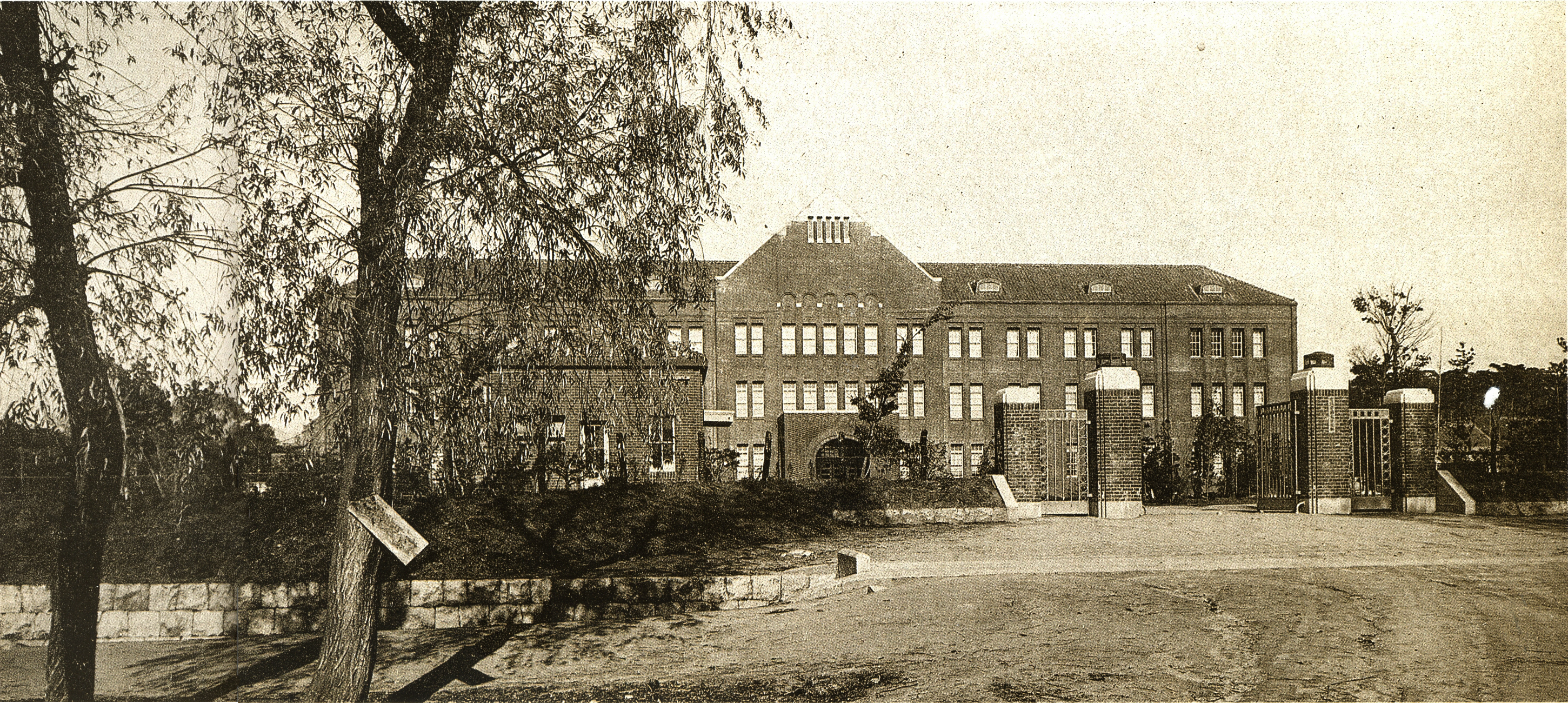
경성제국대학 예과교사

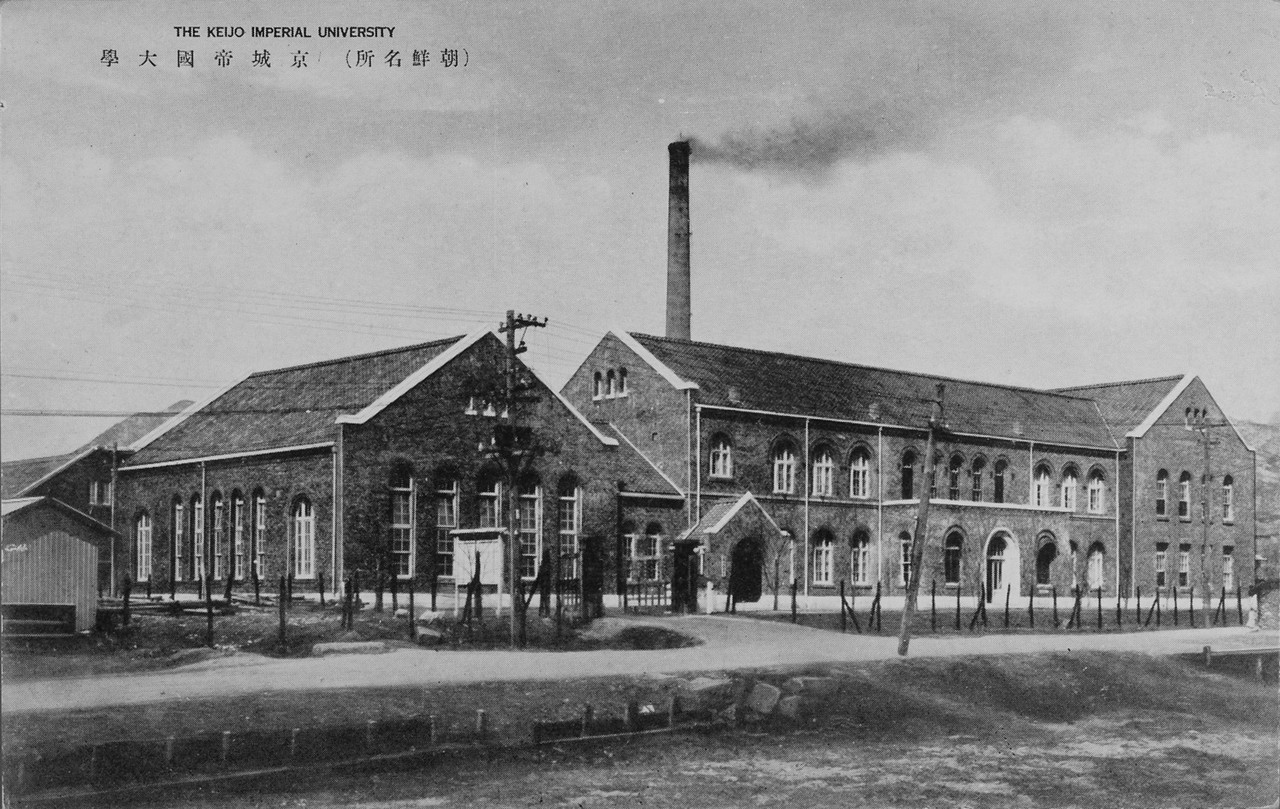
경성제국대학 의학부 교사

제국대학령에 의하면 제국대학에 입학할 자는 구제고등학교 졸업자로 한정되었다. 당시 일본에는 8개의 구제고등학교가 있었으며, 고등학교 입학자 대부분은 일본내 제국대학들에 진학할 수 있었다. 반면에 조선에서 제국대학이 설립될 때는 고등학교를 설립하는 선단계를 거치지 않았기 때문에 이를 대신할 2년제 예과(豫科)가 설치된 것이다.
예과는 고등학교와는 다른 구조를 갖고 있었다. 고등학교에서 제국대학 학부에 입학할 때는 선발고사를 거쳐서 입학한 반면, 예과에서 본과(학부)로 진학할 때는 별도의 시험을 거치지 않았다. 또, 고등학교가 3년제였던 반면 예과는 2년제였다. 고등학교와 대학예과의 이러한 차이는 경성제국대학 설립 준비 당시부터 기획된 것이었으며, 이는 일본의 제국대학보다 조선의 제국대학을 한단계 낮게 설정한 것과 같은 의미였다. 실제로 일본 홋카이도제국대학의 예과는 설치 당시부터 3년제였지만, 경성제국대학과 다이호쿠 제국대학은 2년제로 설치되었다.
한편, 2년제 예과에서 3년 과정을 속성으로 지도해야 했기 때문에 학생과 교원들에게 학업과중이 심했으며, 예과와 고등학교의 연한 불일치에 대한 논란이 끊이지 않았다. 실제로, 경성제국대학에 진학한 일본인들은 대학예과가 고등학교보다 1년의 수업연한이 짧다는 이유로 수치심과 열등감을 느끼기도 하였다. 결국 1934년에 가서야 일본의 대학예과와 식민지 지역의 대학예과의 수학연한이 동일해졌다.
예과는 문과와 이과를 분리하여 모집하였다. 이과 수료자는 전원 의학부로 진학한 반면, 문과의 경우는 학생선발에서부터 법학계와 문학계로 나누어 학생을 선발했다. 그러나 문학계 학생들 조차 법학부 지행이 매우 강했기 때문에 예외적인 비율로 허용되는 전과제도를 이용해 법학부로 진학하거나 아예 대학입시에 다시 응시해 문과 법학계로 재입학하는 경우도 종종있었다. 한동안 문과에서 지망학부를 구별하지 않고 예과생을 모집하여 학부 진학시에 희망학과를 선택하게 하는 제도를 시행하기도 했지만, 문과생들의 편중된 법학부 지망 현상이 지속되자 기존의 제도로 환원하였다. 한편, 전과제도로 인해 문학계에서 학생 결손이 일어나는 경우 일종의 편입인 선과(選科)를 운영하였다. 이 선과를 통해 여자가 경성제국대학에 입학하는 경우도 있었다.
경성제국대학의 학부는 설립당시에는 법문학부와 의학부로 구성되어 있었다. 기존의 전문학교만으로는 고급인력을 충원할 수 없었기 때문에 의학분야의 대학수준의 학부 설립은 시대적 요청이었다. 그런데 법문학부는 분야가 상이한 법학부와 철학·사학·문학과의 문학부가 병존하는 형태로, 대학 설립의 비용을 고려한 것이기도 했다. 사실, 이러한 학부 구성은 당시 조선 사회의 직업 구조가 반영된 것이었다. 당시의 조선에는 고급인력을 수용할만한 근대적 경제부문의 폭이 좁았기 때문에 조선인 학생들은 관료로 진출할 기회가 비교적 많은 법학에 대한 강한 지향성을 보였고, 중등교육기관이 확대되면서 중등교원의 수요가 증가하고 있었다.
이에 동시에 대응하고자 법학부와 문학부가 병존하는 법문학부가 설치된 것이다. 물론 다 합쳐도 학생수는 수십 명에 불과했다. 1926년부터 학부 진학이 시작되었지만, 학부 교사는 1927년에 완공될 예정으로 있었다. 때문에 대학본부는 경기도립상업학교에 자리잡았고, 법문학부는 목조 가건물에 자리를 잡았다. 의학부 의화학 교실과 병리해부학 교실은 공사를 서둘러 진행해 학부 진학 직전에 완공할 수 있었다. 법문학부와 의학부를 비롯한 경성제국대학의 1년 경상비용(운영비용)은 50만원 선이었으며, 이는 조선의 모든 전문학교의 경상비를 다 합친 것보다도 많은 금액이었다.
한편, 농학부나 이학부, 공학부의 설치가 예정되어 있기는 했지만, 비용상의 이유로 계속 설치가 유보되고 있었다. 이후 일제의 대륙 침략이 본격화되고 조선에서의 군수공업이 발전해 기술인력이 필요해지자, 1938년에 이공학부의 설치가 확정되었다. 1940년 예과에 이공학부 진학을 위한 학급이 가설되었고, 1943년 이공학부가 가설되었다. 이공학부가 가설되자 경성제국대학의 1년 경상비는 70만원에서 100만원 선으로 급증하게 되었다.

## 개설학부 및 학과
대학예과
- 예과
  - 문과
  - 이과

학부(본과)
- 의학부
- 법문학부
  - 법학과[5]
  - 철학과
  - 사학과
  - 문학과
    - 국어국문학 (현재의 일어일문학)
    - 조선어조선문학 (현재의 국어국문학)
    - 영어영문학
    - 외국어외국문학

- 이공학부
  - 물리학
  - 화학
  - 토목공학
  - 기계공학
  - 전기공학
  - 응용화학
  - 채광야금

## 폐교
1945년 8월 15일의 광복으로 경성제국대학이라는 교명은 사라지게 되었다. 8월 16일에는 조선인 직원들이 ‘경성대학 자치위원회’를 구성하고, 학생들과 함께 야마가 노부지 총장에게 학교의 운영에 대한 전권을 얻어내었다. 같은날, 대학의 교원과 학생들이 조선산업건설협의회를 결성하고 조선의 과학진흥과 산업재건에 대한 연구를 시작하였다. 이 협의회는 당시 저명한 경제학자이자 경성대학 경제학부 교수였던 박극채가 주도하여 결성된 것으로 후에 조선과학자동맹으로 발전하였다.
8월 17일에는 학교 본관에 태극기를 게양하고, 경성제국대학 현판의 ‘제국’이라는 글씨를 종이로 가려서 경성대학으로 보이게 하였다. 하지만, 8월 20일 일본 군부대가 법문학부 교사에 임시 주둔하게 되면서 자치위원회의 활동은 중단되게 되었다. 8월 22일 친일인사인 백낙준이 법문학부 학부장, 경제학부 학부장 겸임으로 부임하여 사실상의 총장이 되었다. 이에 자치위원회와 학생들은 백낙준과 학무당국에 항의서를 제출하였으나, 이들의 의사는 묵살되었다.
9월 8일에 미군이 경성대학에 주둔하게 되었는데, 법문학부와 의학부 교사를 숙소로, 이공학부를 야전병원으로, 도서관을 미군 사령부로 전용하였다. 이 과정에서 도서관의 방대한 장서들이 유실되었고 이공학부 교사에 설치되어있던 많은 과학설비들이 파손되었다. 미군이 경성대학 교지를 점령 사용하면서 경성대학은 경성공업전문학교 교사로 이전하여 대학행정과 수업을 진행하였다. 이 시기 백낙준의 횡포로 인해 많은 교수와 강사가 경성대학을 떠났으며, 백낙준은 일제 강점기 시기 경성제국대학에 재학했으나, 일본군 입대로 인해 학위를 얻지 못한 젊은이들을 교수와 강사로 채용하였다.
9월 10일에는 경성대학 재학생의 조기졸업식이 거행되었는데, 경성제국대학 명의로 된 마지막 졸업식이었다. 1945년 10월 16일 군정법령 제15호에 의해 서울대학이라는 명칭으로 변경되었으며, 1945년 말에는 경성대학 명의로 예과생을 모집하였다. 1946년 7월 13일 미군정이 국대안을 발표하였고, 1946년 8월 22일에는 미군정이 경성제국대학관제를 폐지하여, 법적으로 경성대학은 폐교되면서 서울대학교로 흡수 되었다. 1950년까지 경성제국대학에 입학한 학생들이 서울대학교를 졸업하였다.
일견 경성제국대학이 서울대학교의 모태가 되는 것처럼 보이지만, 서울대학교 법학대학과 의과대학 등이 자신들의 원형을 각 전문학교의 기원인 법관양성소, 대한제국의학교 등으로 보고 있다. 서울대학교의 공식입장은 서울대학교 설립과정에서 경성제국대학이 흡수된 것이지 경성제국대학이 서울대학교가 된 것은 아니라는 것이다. 이것이 일제의 다른 제국대학과는 커다란 차이가 있다는 것이다. 

## 이후 영향
오늘날 대한민국의 서울대학교가 경성제국대학의 역사와 원형을 공식적으로 인정하고 있지 않으며, 실제로 경성제국대학의 교원과 행정직원 대부분이 일본인이었기 때문에 이들은 광복 이후 일본으로 귀국하였다. 해방 당시 경성제국대학 내 조선인은 전체의 절반이 되지 않는 학생과 직원들, 그리고 해방되기 불과 1달 전 임명된 이공학부 교수 1명이 전부였던 것을 감안한다면, 경성제국대학과 서울대학교는 인적 학맥이 연결되지 않는다. 한편 서울대학교와 각 단과대학들이 자신들의 원형으로 여기는 여러 전문학교들 역시 조선인 비율이 20~50%이었고 일부 전문학교의 경우에는 조선인 교원과 행정직원이 상당수를 차지하기도 하였다. 그렇기 때문에 학문적 영향 면에서도 경성제국대학이 해방 이후의 서울대학교에 미친 영향은 문리과대학이나 법과대학의 극히 일부에 국한되었다고 보는 견해가 있다.
또한, 경성제국대학 출신자들은 원래 자신들의 모교와 서울대학교를 분리하여 생각하였고, 국대안으로 설립된 서울대학교에 대해 상당히 부정적으로 생각하였다는 견해가 있다. 이들은 경성제국대학이 일제 강점기 조선 내의 유일한 최고학부였던데 반해 서울대학교는 국대안을 매개로, 전문학교까지 포함된 것을 긍정적으로 생각할 수 없었다는 견해다. 실제로 경성제국대학 법문학부에서 서울대학교로 이관된 학생들은 경성사범학교 및 경성여자사범학교가 통폐합되어 흡수된 사범대학을 서울대학교로부터 분리시키려는 시도를 하기도 하였다.
한편, 기존의 경성제국대학의 캠퍼스가 동숭동과 공릉동에 분산되어 있었고, 서울대학교로 각 전문학교들이 흡수 통합되어 성립한 단과대학들도 동숭동, 공릉동, 안암동, 을지로 등지에 분산되어 있었기 때문에 종합대학으로서의 서울대학교라는 정체성은 1974년 관악종합캠퍼스 조성까지 사실상 무의미했다고 볼 수도 있다. 다만 이러한 과도기가 지나고 서울대학교라는 하나의 정점이 확립되어가게 되자 경성제국대학 출신자들도 모교를 사실상 서울대학교로 여기게 되었고, 이로서 서울대학교의 전신은 경성제국대학이라는 인식이 사회적으로 자리잡았다 볼 수 있다.
일부 고등교육사학자들은 경성제국대학의 유형적인 면은 서울대학교로 이어졌지만, 무형적인 학풍이나 학제 등은 북한의 김일성종합대학으로 이어졌다고 보기도 한다. 실제로 김일성종합대학의 설립을 주도한 인물은 경성제국대학 출신의 마르크스주의자들과 일본의 제국대학에서 유학한 공산주의자들, 소수의 만주 건국대학 졸업자들이다. 한반도에 미군과 소련군이 주둔하면서 사실상 분단 상황이 나타나게 되고 국대안 파동 이 일어나게되자, 경성제국대학을 졸업했거나 경성대학에 재학 중인 학생들이 조직적으로 월북하여 김일성종합대학 설립에 가담하였고 이 과정에서 경성대학 소속 교원들 상당수도 자진 월북 하거나 회유되어 월북하는 수순을 겪었다.
이러한 영향으로 김일성종합대학의 학제는 최근 부속대학(단과대학) 체제로 개편되기 이전까지 경성제국대학의 학제와 거의 유사했고, 학과 편제도 경성제국대학의 것을 그대로 차용하여 운영해왔다. 실제로 김일성종합대학은 현재까지도 예과와 본과로 대별되는 체제를 유지하고 있으며, 인문계열이 5년제, 자연과학계열이 6년제 학제를 따르고 있다.

## 교수진
설립 당시 경성제국대학의 교수진은 일본 본토에서 건너왔거나 조선에서 기존 전문학교들에서 근무하던 이들이었다. 법학부 교수진은 대개 일본에서 왔는데, 대학 예과 설립 당시 곧 개설될 학부에서 가르칠 교수진 양성을 위해 동경제국대학 출신자들을 구미로 유학보내 2-3년간의 학업을 마친뒤 학부 개설과 함께 부임하게 하였다. 의학부 교수진은 대개 조선 현지 전문학교에서 근무하던 이들이 겸임으로 시작해서 전임으로 옮겨왔다. 또한 영어회화를 담당하는 영국인 교수 (영어영문학 담당 블라이스)도 있었다.
| 이름           | 학과                         | 기간                                | 출신학교               |
| -------------- | ---------------------------- | ----------------------------------- | ---------------------- |
| 윤일선(尹日善) | 의학부                       | 1928년 3월 30일 ~ 1929년 4월 18일   | 교토제국대학 의학부    |
| 고영순(高永珣) | 의학부                       | 1928년 12월 24일 ~ 1928년 12월 26일 | 오사카의과대학 의학부. |
| 윤태동(尹泰東) | 예과(대학입학준비생교육기관) | 1934년 7월 25일 ~ 1934년 11월 17일  | 도쿄제국대학 문학부.   |
| 김종원(金鍾遠) | 이공학부                     | 1945년 7월 17일 ~ 1945년 10월 16일  | 도쿄제국대학 지질학과. |

## 역대 총장
1. 아리요시 주이치(有吉忠一, 1924년 5월 ~ 1924년 7월)
2. 시모오카 주지(下岡忠治, 1924년 7월 ~ 1925년 11월)
3. 유아사 구라헤이(湯浅倉平, 1925년 12월 ~ 1926년 4월)
4. 핫토리 우노키치(服部宇之吉, 1926년 4월 ~ 1927년 7월) ※겸임.
5. 마쓰우라 시게지로(松浦鎮次郎, 1927년 7월 ~ 1929년 10월)
6. 시가 기요시(志賀 潔, 1929년 10월 ~ 1931년 10월) ※미생물학자.
7. 야마다 사부로(山田三良, 1931년 10월 ~ 1936년 1월) ※법학자.
8. 하야미 히로시(速水滉, 1936년 1월 ~ 1940년 7월）
9. 시노다 지사쿠(篠田治策, 1940년 7월 ~ 1944년 3월）
10. 야마가 노부지(山家信次, 1944년 3월 ~ 1945년 8월?）

- (대행) 백낙준(白樂濬, 1945년 8월 22일 ~ 1946년 8월 22일）※폐교

## 졸업생
- 1929년, 77명의 첫 회 졸업생을 배출하였으며, 일본인은 48명 조선인은 19명이었다.[27]
- 1930년 3월 26일 졸업식 - 126명 졸업, 조선인 38명 일본인 88명(1회 의학사 55명, 그 중 조선인 12명, 2회 문학사 71명 그 중 조선인 26명.[28]
- 1932년 3월 26일 졸업식 - 129명 졸업, 법문학부 법학과 32명 중 조선인 10명, 철학과 9명 중 조선인 2명, 문학과 17명 중 조선인 3명, 의학부 64명 중 조선인 21명.[29]
- 1934년 3월 25일 졸업식 - 136명 졸업, 조선인 59명.[30]
- 1935년 최소 여성 모윤숙 법문학부 영어전공 (선과 : 2년과정) 졸업 재학 1933년~1935년
- 1937년 일본인 학생과 조선인 학생의 비율은 70.2% 대 29.8%, 1942년 60.4% 대 39.6%였다.
- 연도미상 조정순(이화여자전문학교 7회 졸업:1933년) 졸업 후 경성제국대학에서 철학을 공부함....
- 1945년 고옥남(문학부 선과) 신진순(문학부 본과, 훗날 북한의 서열 38위 여성) 이남덕(문학부 선과) 졸업
- 일본 고등문관시험 조선인 합격자 : 장후영(張厚永, 1909년생, 1931년 법문학부 3학년 재학 중 사법과 합격) 김성환(金聖煥, 1910년생, 행정과), 김영선(金永善, 1918년생, 행정과), 김의창(金義昌, 1910년생, 사법과), 민복기(閔復基), 박일경(朴一慶, 1919년생, 행정과 재학 중 합격), 신현확(申鉉碻), 이태용(李泰鎔, 1909년생, 행정과), 이흥배(李興培, 행정과), 정운갑(鄭雲甲), 정진동(鄭鎭東), 한동석(韓東錫), 홍진기(洪璡基) 등 총 53명
- 연도미상 김병화(金炳華, 1914년생, 만주고등문관시험 합격자)

### 유명 졸업생
| 이름           | 생년   | 전공            | 입학/졸업       | 직업               |
| -------------- | ------ | --------------- | --------------- | ------------------ |
| 김종열(金鍾烈) | 1900년 | 법문학부 법학   | ~ 1930년        | 정치인             |
| 김증한(金曾漢) | 1920년 | 법문학부 법학   | 1939년 ~ 1944년 | 법학자             |
| 민복기(閔復基) | 1913년 | 법문학부 법학   | 1933년 ~ 1937년 | 대법원장           |
| 성낙서(成樂緖) | 1905년 | 법문학부 사학   | ~ 1930년        | 정치인             |
| 신현확(申鉉碻) | 1920년 | 법문학부 법학   | 1938년 ~ 1943년 | 정치인             |
| 유진오(兪鎭午) | 1906년 | 법문학부 법학   | 1925년 ~ 1929년 | 정치인             |
| 이강국(李康國) | 1906년 | 법문학부 법학   | ~ 1930년        | 정치인             |
| 이대원(李大源) | 1921년 | 법문학부 법학   | 1940년 ~ 1945년 | 화가               |
| 이도영(李道榮) | 1913년 | 법문학부 법학   | 1933년 ~ 1938년 | 정치인, 기업인     |
| 이임학(李林學) | 1922년 | 이공학부 물리학 | 1941년 ~ 1944년 | 수학자             |
| 이재학(李在鶴) | 1904년 | 법문학부 문학   | 1925년 ~ 1929년 | 정치인             |
| 이주형(李周衡) | 1906년 | 법문학부 사학   | 1927년 ~ 1932년 | 정치인             |
| 이항녕(李恒寧) | 1915년 | 법문학부 법학   | 1934년 ~ 1940년 | 법학자             |
| 이효석(李孝石) | 1907년 | 법문학부 영문학 | ~ 1930년        | 소설가             |
| 전봉덕(田鳳德) | 1910년 | 법문학부 법학   | 1934년 ~ 1940년 | 변호사             |
| 최병주(崔丙柱) | 1903년 | 법문학부 법학   | ~ 1930년        | 정치인             |
| 홍진기(洪璡基) | 1917년 | 법문학부 법학   | 1936년 ~ 1940년 | 판사               |
| 홍익표(洪翼杓) | 1910년 | 법문학부 법학   | 1931년 ~ 1936년 | 정치인             |
| 황산덕(黃山德) | 1917년 | 법문학부 법학   | 1935년 ~ 1941년 | 형법학자, 법철학자 |

## 같이 보기
- 제국대학
- 서울대학교
- 서울과학기술대학교
- 민립대학설립운동
- 일제 강점기의 교육
- 서울대학교 구 공과대학 본관과 교사 (현 서울과학기술대학교 다산관과 창학관) : 대한민국의 등록문화재 12호
- 서울대학교 구 공과대학 광산학과 교사 (현 서울과학기술대학교 대륙관) : 대한민국의 등록문화재 369호

## 주해
1. ↑  1931년 3월경에는 법과 학생들을 중심으로 한 반제국주의 움직임이 일어나, 예과의 한국인 학생들의 비밀결사인 독서회 학생들을 포섭하여 반제부(反帝部)를 결성하였다. 그 뒤 경성치과의학전문학교·제이고등보통학교·경신학교·법학전문학교·기독교청년학관 등의 학생들을 망라하여 반제경성도시학생협의회를 조직, 출판노동조합을 지도하면서 반제·반전의 각종 책자와 신문, 격문 등을 살포하였다.[13]

이로 인해 관계 인원 50명 가운데 19명이 검거되어 판결을 받았다. 1945년 8월 15일 광복과 함께 경성제국대학이라는 교명이 없어지고 대학내의 한국인 직원들로 구성된 경성대학자치위원회가 결성되었다. 1945년 9월 10일에 법문학부·이공학부의 3학년과 의학부 4학년 졸업자에 대한 졸업식이 거행되었으며, 1945년 9월 19일에 대학의 행정사무가 미군정으로 이양되고, 교명을 경성대학으로 개칭하였다.[14]

경성제국대학은 법문학부 18회, 의학부 17회, 이공학부의 3회 졸업생을 마지막으로 배출하였으며, 이들 졸업생 가운데 한국인은 모두 810여 명이었다. 또한 새롭게 정립한 '민족정기'로 1946년 8월 22일을 서울대학교의 '개교일'로 잡았고 그 뒤 1946년 9월에 국립 서울대학교가 발족되면서 서울대학교에 통합되었다.[15]